# Alkanna noneiformis
Alkanna noneiformis Griseb. – gatunek rośliny z rodziny ogórecznikowatych (Boraginaceae Juss.). Występuje naturalnie w południowo-zachodniej części Macedonii Północnej, w Albanii oraz północno-środkowej części Grecji (w górach Pindos). Klasyczne miejsce występowania gatunku (locus classicus) znajduje się na górze Piperitsa, około 10 km na południe od granicy grecko-macedońskiej. Rośnie między innymi na terenie albańskiego Parku Narodowego Prespa oraz macedońskiego Parku Narodowego Galiczicy.

## Morfologia
Gatunki podobneRoślina jest blisko spokrewniona z A. scardica, która występuje naturalnie w północnej Albanii, Macedonii Północnej, Kosowie oraz Czarnogórze. Różni się od A. noneiformis dłuższym kielichem, bardzo lekko owłosioną korona kwiatu oraz wyraźnie posiatkowanymi orzeszkami.

## Biologia i ekologia
Rośnie na alpejskich i subalpejskich łąkach, na wapiennych i skalistych zboczach. Występuje zazwyczaj na wysokości od 1500 do 2000 m n.p.m. Kwitnie od końca maja do połowy czerwca, natomiast owoce pojawiają się od końca czerwca do lipca. Na niższych wysokościach środowisko dzieli między innymi z takimi gatunkami jak: Daphne oleoides, Genista radiata, podgatunek jałowca pospolitego (Juniperus communis subsp. alpina) oraz jałowiec kolczasty (Juniperus oxycedrus). Chociaż jest bardzo rzadko spotykany, to wydaje się nie być zagrożony, ponieważ rośnie na terenie parków narodowych.